# Široke Njive
Široke njive (cyr. Широке Њиве) – wieś w Serbii, w okręgu toplickim, w mieście Prokuplje. W 2011 roku liczyła 23 mieszkańców.